# Anthidium formosum
Anthidium formosum är en biart som beskrevs av Cresson 1878. Anthidium formosum ingår i släktet ullbin och familjen buksamlarbin. Inga underarter finns listade.

## Beskrivning
Som de flesta medlemmar av släktet är Anthidium illustre svart med gulaktiga markeringar, bland annat i form av tvärband på bakkroppen. Arten är mycket lik den nära släktingen Anthidium illustre.

## Ekologi
Arten håller sig, åtminstone i västra delen av sitt utbredningsområde, främst till bergsterräng. Födomässigt är den en generalist, som besöker blommande växter från familjerna ärtväxter (som käringtandssläktet, robinior och lupiner), kransblommiga växter (som Monardella), snyltrotsväxter (som Cordylanthus och Indianpenselsläktet [Castilleja]) samt slideväxter (som ullsliden). Ärtväxter är emellertid klart favoriserade, och drygt hälften av besöken sker till denna familj.

### Fortplantning
Arten är ett solitärt, det vill säga icke samhällsbildande bi där varje hona själv sörjer för sin avkomma. Honan utnyttjar existerande, övergivna insektsgångar, och klär som vanligt bland ullbina larvcellerna med bomullsliknande hår hon hämtar från växter. Bogången tillsluts med en plugg tillverkad av grus, mer eller mindre tuggat växtmaterial, ödlespillning eller, åtminstone enligt en del forskare, av kåda.

## Utbredning
Utbredningsområdet omfattar västra USA som Kalifornien, Arizona, Colorado, Montana, Nevada, Oregon och Utah. Vissa sporadiska fynd har emellertid gjorts längre öster- eller norrut, de flesta dock tämligen gamla (1880- till 1930-talet).